# 카우보이 & 에이리언
카우보이 & 에이리언(영어: Cowboys & Aliens)은 2011년 개봉한 미국의 SF 영화이다. 존 패브로가 감독했고 대니얼 크레이그, 해리슨 포드, 올리비아 와일드 등이 출연한다. 스콧 미첼 로젠버그가 쓴 동명의 그래픽노블을 원작으로 하여 로베르토 오르시, 앨릭스 커츠먼, 브라이언 그레이저, 론 하워드가 제작에 참여하였고 데이먼 린들로프와 마크 퍼거스 호크 오츠비 콤비가 각본을 담당했다.

## 출연
- 대니얼 크레이그 - 제이크 로너건
- 해리슨 포드 - 우드로 달러하이드 대령
- 올리비아 와일드 - 엘라 스원슨
- 샘 록웰 - 박사
- 폴 다노 - 퍼시 달러하이드
- 클랜시 브라운 - 미첨
- 키스 캐러딘 - 존 태거트
- 노아 링거 - 에밋 캐러딘
- 애덤 비치 - 냇 콜로라도
- 애비게일 스펜서 - 앨리스
- 아나 데 라 라게라 - 마리아
- 월턴 고긴스 - 헌트
- 훌리오 세디요 - 브롱크
- 데이비드 오하라 - 팻 돌런
- 토비 허스 - 로이 머피
- 라울 트루히요 - 블랙 나이프